# Femke Dekker
Femke Dekker, född den 11 juli 1979 i Leiderdorp i Nederländerna, är en nederländsk roddare.
Hon tog OS-silver i åtta med styrman i samband med de olympiska roddtävlingarna 2008 i Peking.